# Гострошапка луската
Гострошапка луската (Oxymitra paleacea) — вид печіночників родини гострошапкових (Oxymitraceae).
Таксон розглядається синонімом до Oxymitra incrassata.

## Поширення
Зареєстрований у Європі, й Північній Америці.